# 12-es busz (Győr)
A győri 12-es hivatásforgalmi autóbusz a Révai Miklós utca és az AUDI gyár, 5-ös porta megállóhelyek között közlekedik. A vonalat a Volánbusz üzemelteti.

## Közlekedése
A műszakváltások előtt közlekedik, minden nap. A reggeli műszakváltás előtt egy járat közlekedik az AUDI gyár felé, összehangolva 12A járatokkal amelyek az AUDI gyár, 8-as portáig közlekednek.

## Útvonala
| AUDI gyár, 5-ös porta felé | Révai Miklós utca felé |
| --- | --- |
| Révai Miklós utca vá. – Révai Miklós utca – Városház tér – Szent István út – Fehérvári út – Vágóhíd utca – Kandó Kálmán utca – Reptéri út – Martin utca – Kardán utca – AUDI Hungária út – Laktanya utca – AUDI Hungária út – AUDI gyár, 5-ös porta | AUDI gyár, 5-ös porta – AUDI Hungária út – Laktanya utca – AUDI Hungária út – Kardán utca – Martin utca – Reptéri út – Kandó Kálmán utca – Vágóhíd utca – Fehérvári út – Szent István út – Gárdonyi Géza utca – Révai Miklós utca – Révai Miklós utca vá. |

## Megállók
Az átszállási kapcsolatok között a Révai Miklós utca és az AUDI gyár, 8-as porta megállóhelyek között közlekedő 12A busz nincs feltüntetve!
| 0  | Révai Miklós utca                                                    | 28 | 34 | 2, 5, 5B, 5R, 6, 7, 8, 8B, 15, 15A, 19, 21, 21B, 22, 22A, 22B, 22Y, 29, 30, 30A, 30B, 30Y, 31, 31A, 37, 38, 38A Távolsági járatok S10 G10 , IC, InterRégió, EC, EN, ER, gyorsvonat, expresszvonat, | Győr Helyi autóbusz-állomás, Bisinger József park, Posta, Városháza, Kormányablak |
| 1  | Városháza                                                            | ∫  | ∫  | 1, 1A, 2, 5, 5B, 5R, 6, 8, 8B, 11, 14, 14B, 17, 17B, 19, 21, 21B, 22, 22A, 22B, 22Y, 29, 38, 38A, 42, CITY                                                                                         | Győr Városháza, 2-es posta, Honvéd liget, Révai Miklós Gimnázium, Földhivatal, Megyeháza, Győri Törvényszék, Büntetés-végrehajtási Intézet, Richter János Hangverseny- és Konferenciaterem, Vízügyi Igazgatóság, Zenés szökőkút, Bisinger József park, Kormányablak |
| 3  | Szent István út, Iparkamara (↓) Gárdonyi Géza utca (↑)               | 27 | 30 | 8, 8B, 10, 11, 11Y, 14, 14B, 15, 15A, 30, 30A, 30B, 30Y, 31, 31A, 42 | Győr-Moson-Sopron Vármegyei Kereskedelmi és Iparkamara, GYSZSZC Deák Ferenc Közgazdasági Szakgimnáziuma, Révai Parkolóház, Bisinger József park |
| 5  | Fehérvári út, Árkád üzletház (↓) Budai út, Árkád üzletház (↑)        | 26 | 28 | 2B, 6, 7, 8, 8B, 10, 14, 14B, 17, 17B, 30, 30A, 30B, 31, 31A, CITY | ÁRKÁD |
| 6  | Fehérvári út, Vágóhíd utca                                           | 24 | 26 | 7, 8, 8B, 17, 17B, 30, 30A, 30B, 31, 31A | INTERSPAR Center, OBI, LIDL, Gyárvárosi Általános Iskola |
| 7  | Vágóhíd utca                                                         | 23 | 25 | 8, 8B, 30, 30A, 30B, 31, 31A | Gyárvárosi Általános Iskola, OBI, INTERSPAR Center, ALDI |
| 8  | Kandó utca, IGM Kft.                                                 | 22 | 24 | 30, 30A, 30B, 31, 31A | |
| 9  | Gyárváros, vasúti megállóhely                                        | 20 | 22 | 30, 30A, 30B, 31, 31A | Győr-Gyárváros E.ON Zrt., Credobus Autóbuszgyár |
| 10 | ÁTI-raktár                                                           | 19 | 21 | 20, 20Y, 23, 24, 30, 30A, 30B, 31, 31A | |
| 11 | Reptéri út, Hűtőház utca                                             | 18 | 20 | 20, 20Y, 23, 24, 30, 30A, 30B, 31, 31A | Kenyérgyár |
| 13 | Oxigéngyári utca                                                     | 16 | 18 | 15, 15A, 20, 20Y, 24, 30Y | |
| 15 | AUDI gyár, 4-es porta                                                | 14 | 16 | 15, 15A, 20, 20Y, 24, 30Y | AUDI gyár |
| 16 | Rába gyár, személyporta                                              | 13 | 15 | 15, 15A, 20, 20Y, 24, 30Y | AUDI gyár, RÁBA gyár |
| 17 | Kardán utca, AUDI gyár, 3-as porta                                   | 12 | 14 | 15, 15A, 20, 20Y, 24, 30Y | AUDI gyár |
| 18 | AUDI gyár, főbejárat                                                 | 11 | 13 | 15, 15A, 20, 20Y, 24, 30Y | AUDI gyár |
| 19 | Íves utca                                                            | 10 | 12 | 20, 20Y, 24, 30Y | |
| 20 | AUDI gyár, 10-es porta (Honvédség)                                   | 9  | 10 | 20, 20Y, 24, 41, 42 | AUDI gyár, Honvédség |
| 21 | AUDI gyár, 9-es porta                                                | 8  | 8  | 20, 20Y, 24 | AUDI gyár |
| 22 | AUDI gyár, 8-as porta                                                | 7  | 7  | 20, 20Y, 24 | AUDI gyár |
| 25 | AUDI gyár, 7-es porta                                                | 4  | 4  | 24 | AUDI gyár |
| 28 | AUDI gyár, 6-os porta (Korábban: AUDI gyár, 5-ös porta, körforgalom) | 1  | 1  | 24 | AUDI gyár |
| 29 | AUDI gyár, 5-ös porta (Korábban: AUDI gyár, 5-ös porta, parkoló)     | 0  | 0  | 15, 15A, 24 | AUDI gyár |

1. ↑  A reggeli csúcsidőszakban egyes járatok kiemelt menetidővel közlekednek.